# Course landaise
La course landaise est un sport pratiqué essentiellement dans les départements français des Landes et du Gers, reconnu par le ministère des Sports et géré par la Fédération française de la course landaise. C'est également une tradition tauromachique appartenant au patrimoine culturel immatériel gascon. La course landaise est une pratique sportive inscrite en 2020 à l'Inventaire du patrimoine culturel immatériel français.

## Historique
Des témoignages de jeux organisés autour des vaches sont rapportés depuis des siècles dans le sud ouest de la France. Le document authentique le plus ancien conservé aux archives nationales fait état en 1457 d'une coutume ancestrale consistant à faire courir vaches et bœufs dans les rues de Saint-Sever durant les fêtes de la Saint-Jean. De la même façon, à La Teste-de-Buch, la tradition voulait que les vaches de race marine soient marquées au fer dans les dunes. Des jeux consistaient à cette occasion à sauter par-dessus l'animal, pris dans le sable et de ce fait moins dangereux.
C'est au cours du XIXe siècle que deux évènements font entrer la course landaise dans la modernité. Tout d'abord, c'est l'obligation de la pratiquer dans un lieu délimité et fermé, entouré de gradins, et non plus librement dans la rue comme c'était le cas jusque-là. La corde et le teneur de corde existent déjà au sortir de la Révolution française et c'est dans cet espace limité de l'arène que les coursayres effectuent une figure codifiée, le paré.
Les figures artistiques de la discipline encore en vigueur de nos jours apparaissent tour à tour :
- la feinte est créée par les frères Darracq de Laurède en 1831,
- l’écart est pour la première fois exécuté par Cizos en 1850,
- le premier saut périlleux est effectué par Charles Kroumir en 1886 à Peyrehorade.

À noter aussi qu'à cette époque, existait une autre suerte dans la course, la pose des lances dans le cou des animaux en piste qui sont alors aussi bien des bœufs que des vaches ou même des taureaux. D'ailleurs, on doit remarquer que tout au long du XIXe siècle, ce jeu gascon s'appelait « Course de (ou aux) Taureaux ». Puis, les 17 et 18 octobre 1852, à Magescq, c'est l'apparition du bétail d'origine ibérique, qui se révèle plus apte que le bétail local pour le bon déroulement de la course.
C'est à la fin de ce même siècle que les toreros landais adoptent la tenue qu'ils portent toujours aujourd'hui : le pantalon blanc et le boléro de couleur, agrémenté de paillettes d'or ou d'argent apparaissent à cette même époque ainsi que les tampons au bout des cornes des animaux les plus dangereux.
De nombreuses arènes sont construites au cours des XIXe et XXe siècles, principalement dans les départements des Landes, du Gers et de la Gironde dans une moindre mesure. Aujourd'hui, les courses landaises sont nombreuses dans les Landes et le Gers, où la saison s'étend de mars à octobre, en général pour les fêtes patronales. En revanche, si la pratique perdure dans plusieurs cantons des Pyrénées-Atlantiques et même dans deux cantons des Hautes-Pyrénées, elle s'est essoufflée en Gironde, les arènes de La Teste et d'Arcachon ont été détruites, et Bordeaux n'a pas perpétué cette tradition pourtant vivace jusqu'au milieu du XXe siècle. On note cependant quelques manifestations à Floirac, La Brède et Captieux.

## Présentation

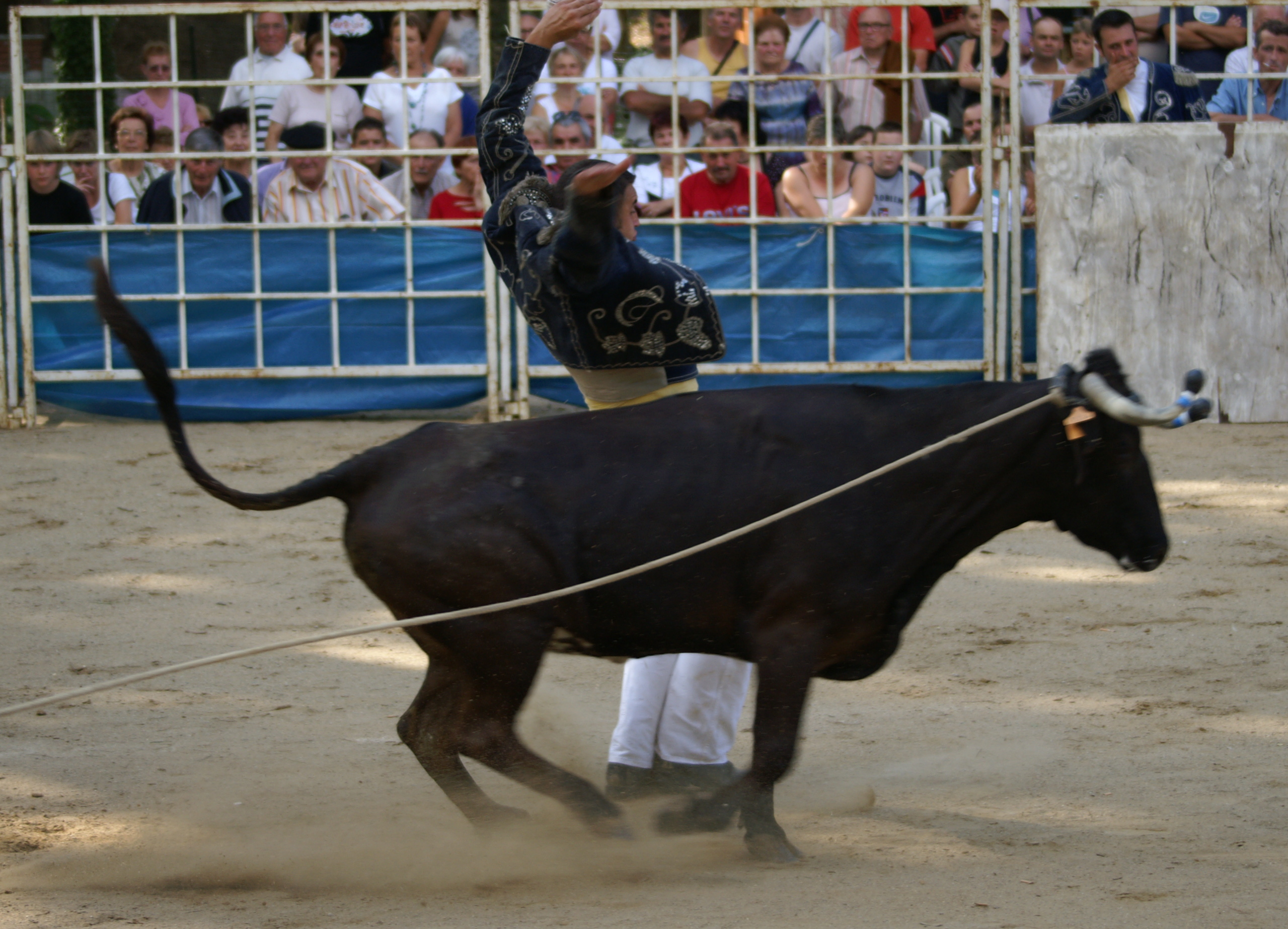
Un écarteur en action

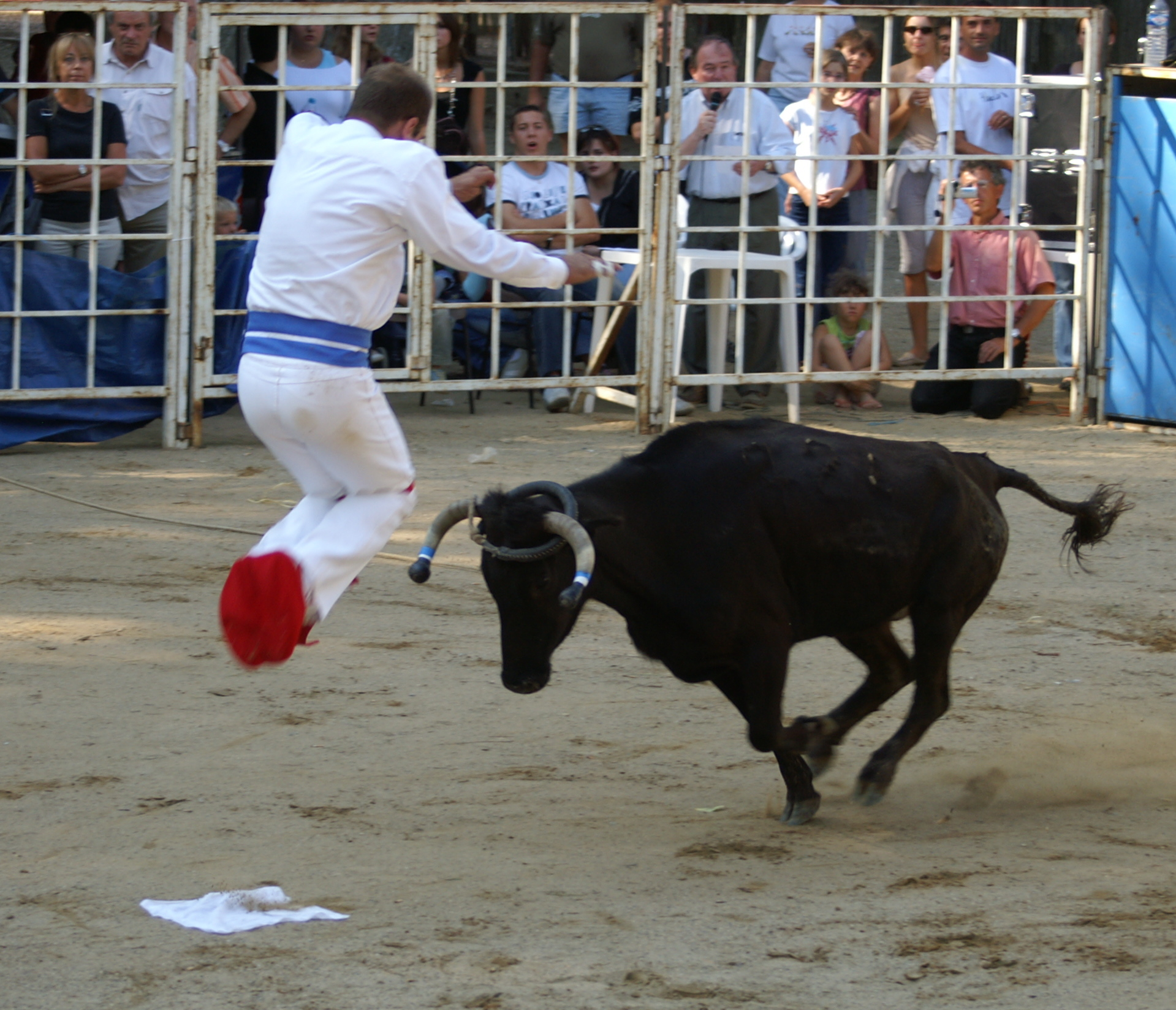
Un sauteur en action

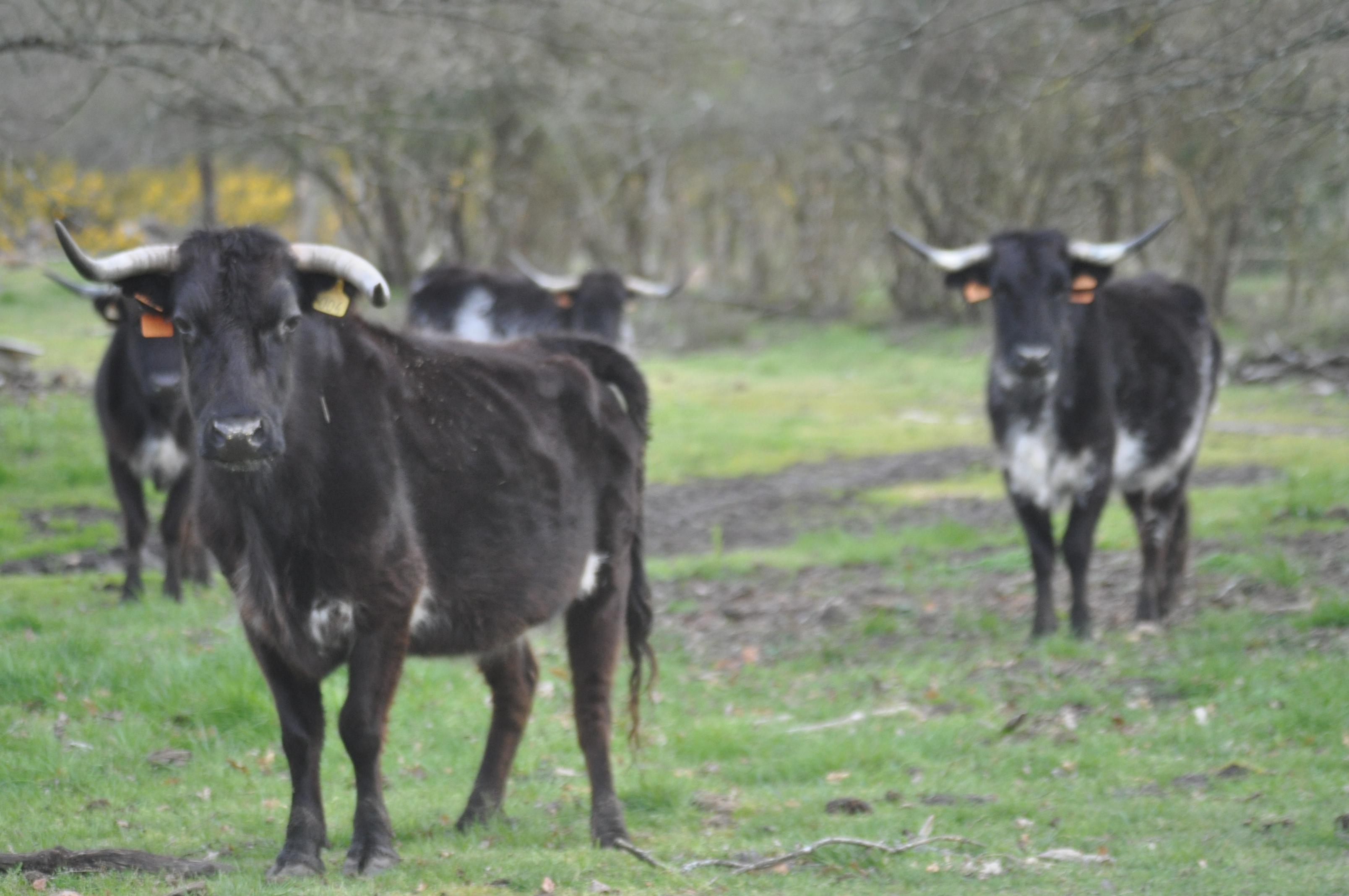
Élevage dans les Landes

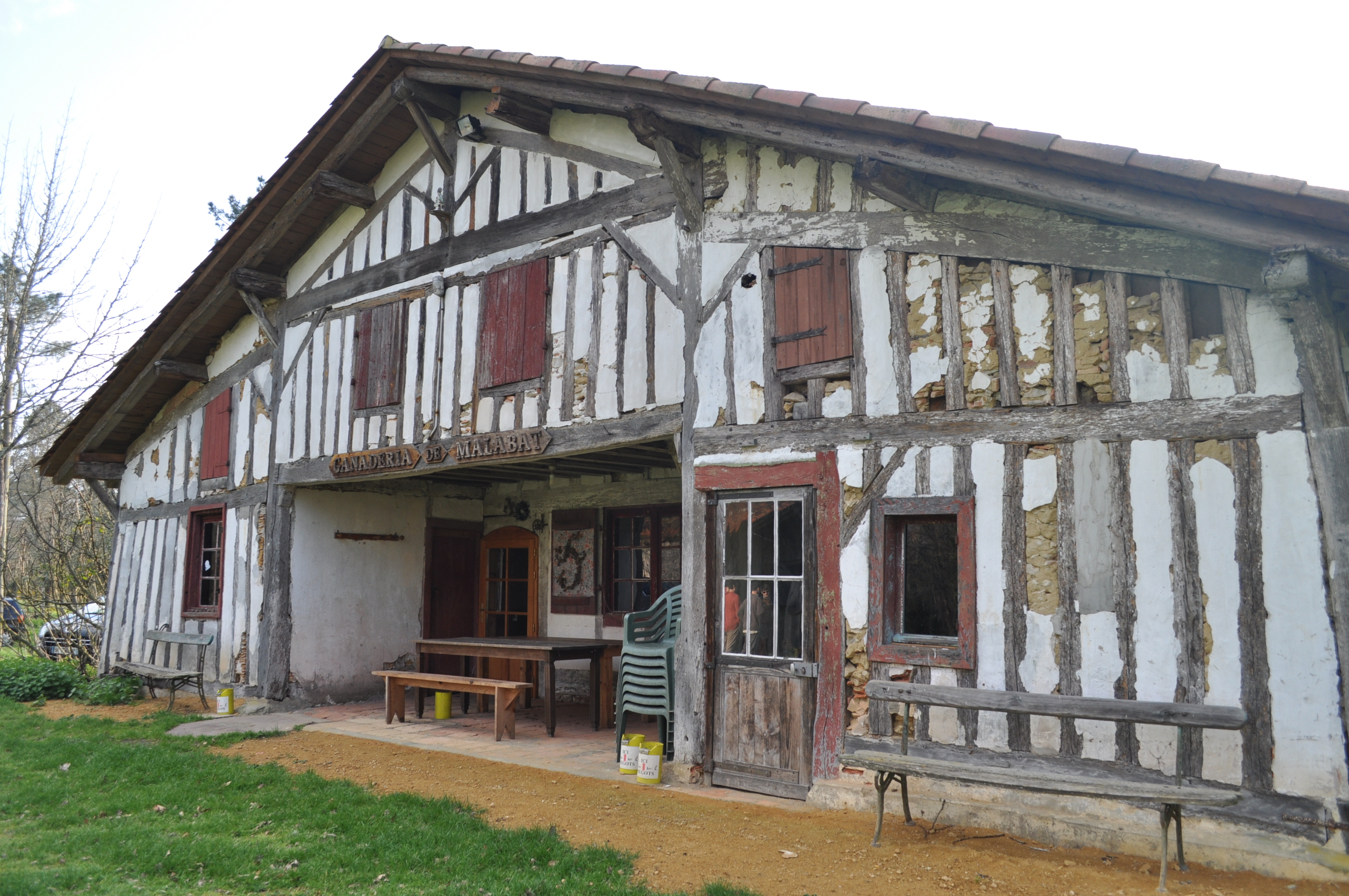
Ganaderia dans les Landes

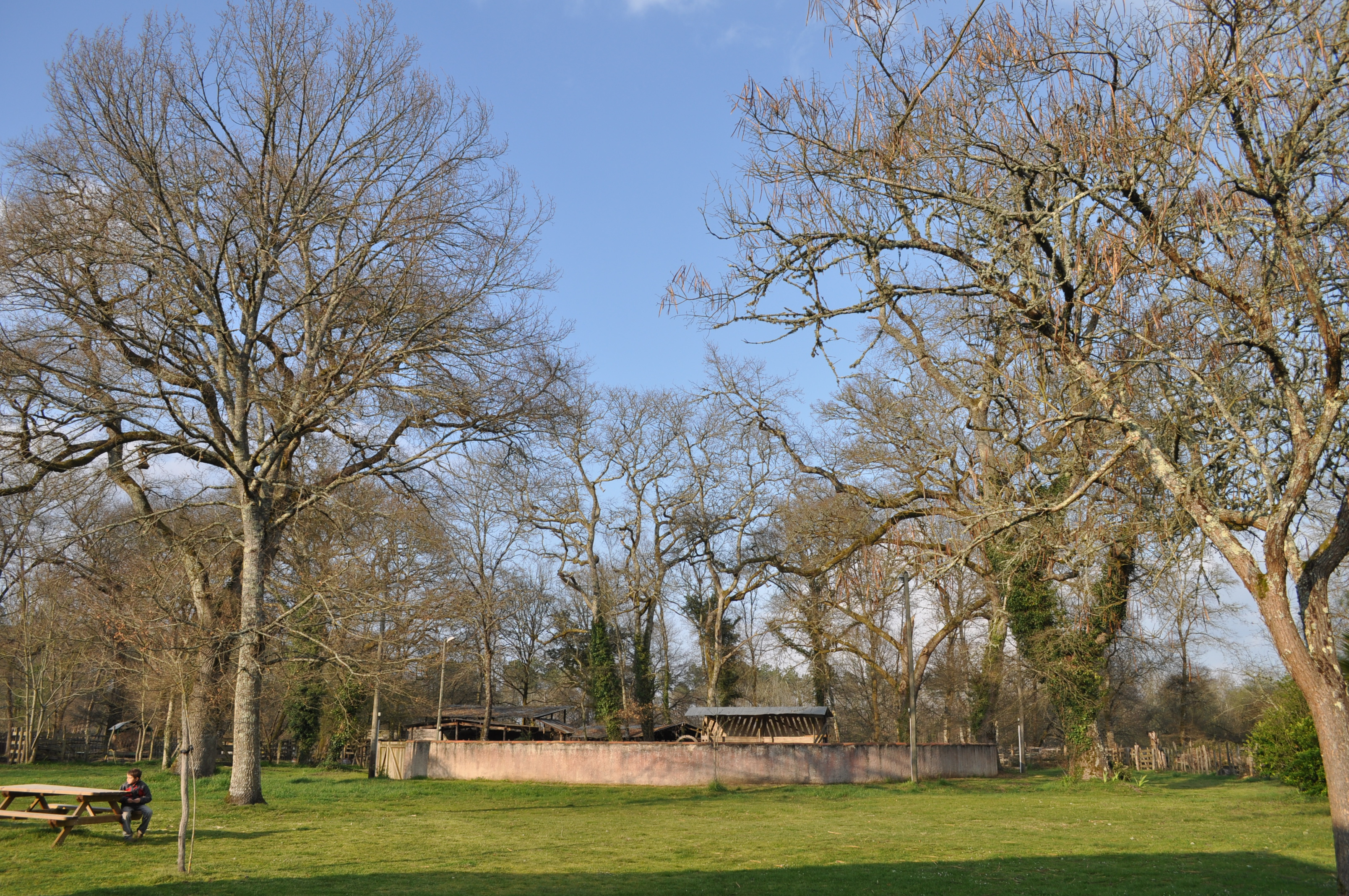
Arènes pour le contrôle de la qualité de l’élevage

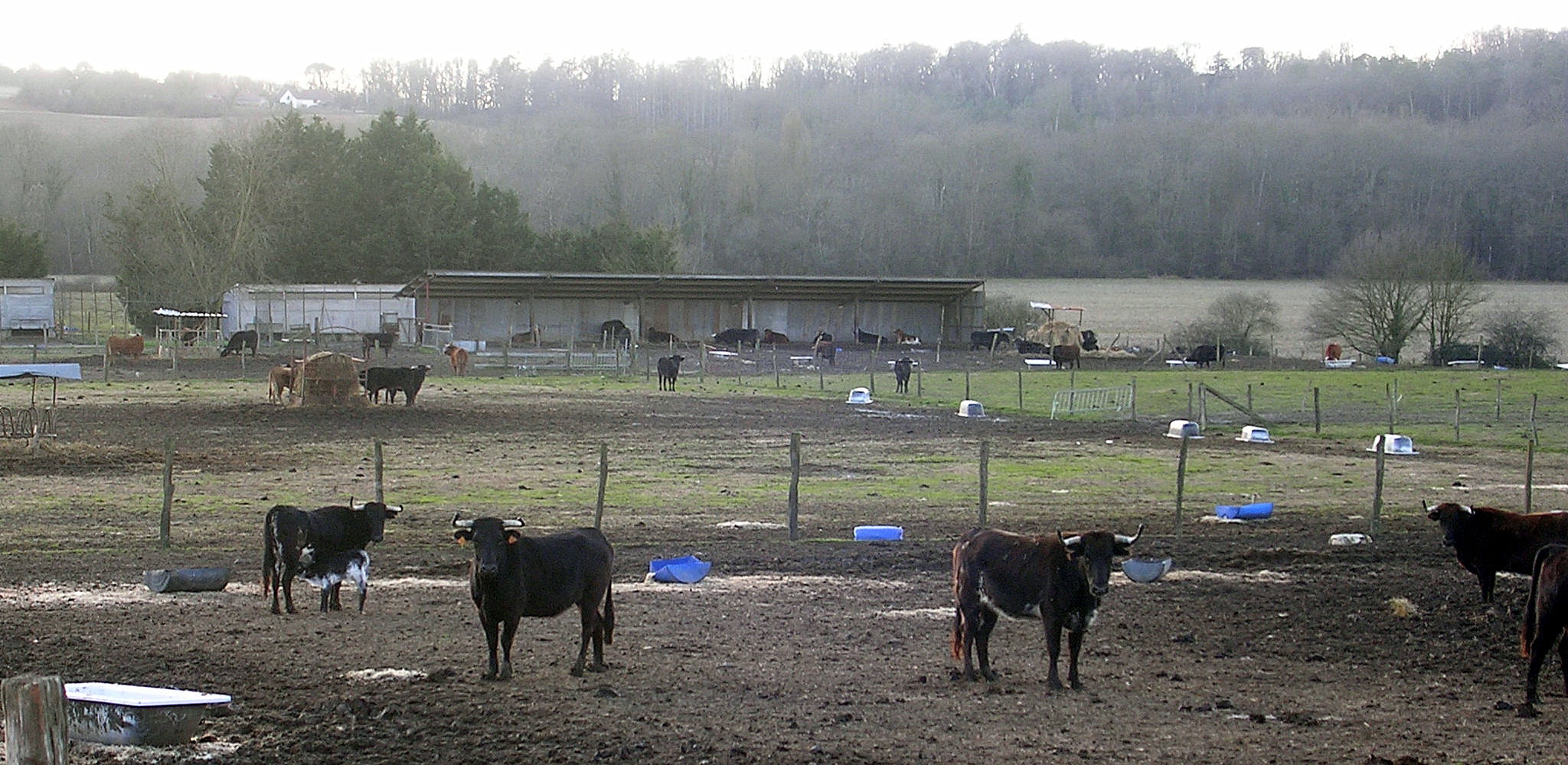
Élevage de coursières en Chalosse

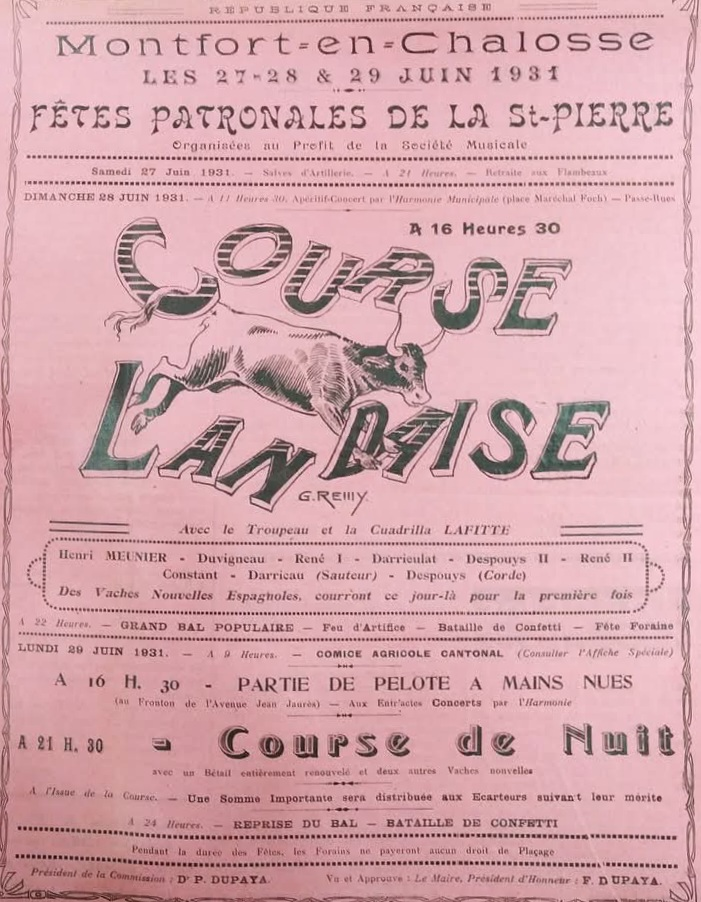
Affiche de la course landaise des fêtes patronale de 1931 à Montfort-en-Chalosse.

La course landaise, sport traditionnel des Gascons, est aujourd'hui encore l'évènement central des fêtes de villages. Sa forme moderne date de 1830.
Elle est une des quatre formes de tauromachie pratiquées dans le monde. Elle se distingue des trois autres (corridas, corrida portugaise et course camarguaise) par deux particularités : la première est qu'elle se pratique quasi exclusivement avec des femelles (vaches landaises) et non des taureaux. L'autre particularité, qu'elle partage avec la course camarguaise, est qu'il n'y a pas de mise à mort de l'animal, ni au cours de la course ni après.
Elle se pratique dans tout le département des Landes, dans la moitié ouest du Gers, à Arzacq-Arraziguet et Garlin dans les Pyrénées-Atlantiques, à Captieux en Gironde et à Maubourguet et Castelnau-Rivière-Basse dans les Hautes-Pyrénées. Ces villes possèdent toutes des arènes, infrastructures obligatoires pour pouvoir organiser des courses.
Les toreros landais, de nos jours des sportifs de haut niveau, affrontent des vaches de combat de race espagnole (brava, toro de lidia) que l'on nomme « coursières », élevées par des ganaderos implantés dans les Landes, principalement entre Dax et Aire-sur-l'Adour. Chaque élevage possède sa cuadrilla, ou équipes de toreros, et ses couleurs.

### Les toreros
Les toreros, que l'on nomme localement coursayres en gascon, se répartissent en deux catégories :
- les écarteurs, personnages essentiels de la course landaise, qui attendent la vache dans l'arène avant de l'esquiver au dernier moment, réalisant de la sorte un écart. Celui-ci peut être « en dehors », « en dedans » (c'est-à-dire côté corde et donc hors de la protection du cordier) ou corde à terre.
- les sauteurs attendent la vache et exécutent un saut au-dessus de la vache dont la course doit être rectiligne. Ce sont, à de rares exceptions près, des gymnastes[7].

Par le passé, certains très grands sportifs se sont illustrés à la fois à l'écart et dans les différents sauts (saut de l'ange, saut périlleux ou « saut les pieds dans le béret » aussi appelé « saut pieds-joints »).
« Il existe plusieurs types d'écart : écart sur la feinte ou écart sur le saut, et différents types de sauts : saut de l'ange, saut périlleux, saut périlleux vrillé ou saut à pieds joints attachés ou dans le béret). » La technique la plus appréciée des puristes a été pendant longtemps l'écart, c'est-à-dire le moment où le torero esquive les cornes de la vache en faisant passer la tête de l'animal au creux de ses reins cambrés.
L'école taurine de Pomarez est le seul centre de formation à la course landaise.

### Les vaches
Les vaches, également appelées « coursières », sont les femelles des taureaux de corrida (à ne pas confondre avec les vaches landaises). Elles sont toutes dotées d'un nom et plus ou moins cotées selon leurs qualités combatives. Elles sont conduites aux arènes puis enfermées dans des box appelées loges. Une corde est installée autour de leurs cornes afin de pouvoir les placer lors du combat dans les arènes.
Une fois la course commencée, les vaches sortent selon un ordre préétabli, dirigées par un cordier (courdayre en gascon) et deux entraîneurs. Ceux-ci placent la bête face au torero en bout de piste et la laissent s'élancer aux sollicitations (on dit citer) des toreros. Le cordier doit lui par une traction rapide de la corde suivie d'un relâchement permettre le passage des cornes.
Quinze éleveurs (ou ganaderos) élèvent en semi liberté 1 500 vaches, dont plus de la moitié sont nées dans les Landes. Le développement du caractère sauvage de l'animal et de son instinct offensif sont assurés par sélection des bêtes reproductrices[réf. nécessaire]. Les éleveurs les plus importants achètent chaque année une centaine de jeunes vaches en Espagne, dans les élevages de toros bravos de la région de Salamanque pour compléter leur cheptel.
En général, la vache sort pour la première fois dans l'arène sans corde à l'âge de trois ou quatre ans, et poursuit sa carrière jusqu'à treize ans environ. Elle peut ensuite vivre plus de vingt ans. Elle pèse entre 300 et 400 kg (le poids d'un taureau se situe quant à lui entre 450 et 600 kg).

## Quatre types de course landaise

### Course formelle
C'est la course de référence, celle que suivent assidûment les coursayres tout au long de la saison. C'est là que se bâtissent les réputations des hommes et des vaches. Elle dure environ 2 h 15 min avec l'entracte. Elle débute toujours par le défilé des écarteurs (paséo), au son de la Marche Cazérienne jouée par l'harmonie, qui accompagne ensuite en musique les exploits de la course.
Pour la saison (temporada), cinq troupeaux (ganaderías) et cinq équipes d'hommes (cuadrillas) sont engagés dans une compétition par équipe et individuelle. Dans une course, la cuadrilla est composée de sept écarteurs en boléro et de quatre hommes en blancs (le sauteur, les deux entraîneurs et le cordier). Ce type de course se découvre principalement en Chalosse, dans le Tursan, en Armagnac, dans le nord du Béarn et de la Bigorre.
Dix vaches minimum sont enfermées dans les loges. Huit sortent en première partie dont une vache à sauter, une vache sans corde et une vache de l'Avenir (vache qui débute à la corde) et cinq vaches à écarter avec corde. En deuxième partie, il y aura six sorties dont cinq à écarter et une à sauter.
À la fin de la course, le jury annonce les résultats individuels de chaque acteur et le pointage de la vache. Ce résultat servira au calcul du « challenge » qui oppose sur la saison les cinq cuadrillas ; le jury désigne également les trois meilleurs écarteurs de la course qui sont invités à monter à l'Escalot pour obtenir coupe et prix qui reviennent aux écarteurs qui auront exécuté les dix meilleurs écarts sur deux vaches différentes.

### Concours landais
Comme la course formelle, il rassemble des professionnels mais en compétition les uns contre les autres. Suivant le budget de l'organisation, l'affiche présente de deux à cinq ganaderias, chacune avec un nombre de coursières fixé par contrat. Les écarteurs et les sauteurs sont choisis individuellement par l'organisation selon ses critères propres ; le plus souvent ce sont sans distinction de cuadrilla les mieux placés à l'escalot : le classement officiel de la course landaise. Chaque concours a son propre règlement enregistré à la Fédération française de la course landaise.
Ces concours sont donc l'occasion de réunir les meilleures vaches de chaque ganaderia concurrente et de les opposer aux meilleurs toreros du moment. La difficulté vient du fait que chaque homme affronte des vaches qu'il connaît peu. C'est l'épreuve reine de la course landaise, la plus disputée et la plus dangereuse aussi. Les grands concours à cinq troupeaux se déroulent à Aire-sur-l'Adour, Saint-Sever, Nogaro (course de la Corne d'Or tous les 14 juillet), à Mont-de-Marsan en préambule des fêtes de la Madeleine, en août à Hagetmau et Dax à l'occasion des fêtes de Dax, qui est le plus ancien. Une dizaine de concours est organisée chaque année.

### Course mixte
Également appelées courses de deuxième catégorie. Les courses mixtes sont davantage ouvertes à un public amateur. Ces courses se déroulent en deux parties : la première partie est une course formelle avec des vaches peu fougueuses, la seconde partie est réservée à des jeux d'arène, appelés également toro-ball ou toro-piscine, où le public peut participer et qui ont inspiré les jeux télévisés d'Intervilles. Beaucoup de courses mixtes sont organisées à proximité des stations balnéaires de la Côte d'Argent : elles attirent principalement les estivants. Certaines, adaptées à ce public, ne comportent que la partie ludique.

### Intervache ou toroball
Cette forme ne présente que des jeux. C'est souvent par ce type de jeux que beaucoup de Gascons ont leur premier contact avec les vaches. Une centaine d'intervaches sont proposées chaque été.

## Les compétitions

### Les grands rendez-vous annuels
La Fédération et les Comités organisateurs partenaires organisent différents niveaux de compétition de mars à octobre. Outre les courses formelles (une ganaderia et sa cuadrilla) organisées lors des fêtes de la plupart des villes et villages gascons, les grands rendez-vous annuels sont :
Compétition par challenges
Concerne environ 110 courses annuellement. Cela permet de désigner, en fin de saison, l'écarteur et le sauteur vainqueurs de l'escalot (petite échelle, en gascon), le classement officiel de la course landaise. Les six meilleurs écarteurs et les quatre meilleurs sauteurs participent en fin de saison à la finale du championnat de France des écarteurs et sauteurs, traditionnellement le premier dimanche d'octobre. Cinq formations de « seconde » participent uniquement à la compétition individuelle : l'escalot.
Compétition individuelle
À chaque course formelle : Podium des vainqueurs du jour
À chaque concours
Au championnat de France
Compétition par équipe
Coupe des cuadrillas

### Le jury
En compétition (course de challenge et concours landais), toutes les figures sont notées par un jury assisté d'un comptabilisateur et d'un assesseur (voir écarteur et sauteur pour leur mode de notation). Ils font partie du corps arbitral de la Fédération française de la course landaise. Après trois ans de stage, ils sont cooptés par les plus anciens et ce choix est confirmé par le Comité Directeur de la FFCL. Également dans le corps arbitral, un délégué sportif s'assure du bon fonctionnement de la course dans tous ses aspects : suivi du règlement sportif, qualité de la piste, dispositif de sécurité. Il est le représentant officiel de la FFCL et a pouvoir pour agir en son nom si nécessaire.
En 2007, de nouvelles mesures plus strictes, en application dans toutes les autres fédérations sportives, sont venues renforcer l'autorité des jurés, qui peuvent être contestés. Il leur suffit dès lors de montrer un foulard jaune pour donner un avertissement au chef de la cuadrilla, seul habilité à parler au jury. Un foulard rouge suit si nécessaire, entraînant des sanctions plus lourdes pour le fautif.

### Notation du bétail
La course landaise est l'art d'affronter et d'esquiver l'agressivité naturelle de la vache qui, au fil des courses, apprend vite le comportement de l'homme et essaie de le contrer en anticipant son écart ou en le fauchant avec ses pattes. Au fur et à mesure que la vache gagne en expérience, le rôle du cordier devient de plus en plus important pour diriger la charge de la bête. Toutes les vaches ont une corne préférentielle avec laquelle elles sont plus dangereuses. L'écarteur va donc tourner sur la corne facile tandis que le cordier se tient à côté de la corne dure. C'est ce détail qui donne plus de valeur à l'écart dit « intérieur ».
Pour déterminer le classement, on distingue quatre catégories :
- 1 à 3 points : les vaches nouvelles, douces et innocentes, qui s'adaptent bien à la corde, permettant un travail agréable et sans danger.
- 3 à 4 points : les vaches brillantes et rapides, qui passent sans saluer, plient la tête sous les chocs et permettent à l'écarteur de s'exprimer avec des risques réduits.
- 5 à 6 points, 7 ou 8 si « en course » : les vaches dures, parfois difficiles, pas toujours rapides, qui posent des problèmes aux écarteurs
- 9 à 10 points : les vaches dangereuses, qui dominent l'homme et l'arène ou au contraire qui sont magistralement dominées par l'homme qui prend tous les risques

Les vaches de l'avenir
- 1 à 5 points : pour la présentation (morphologie, taille des cornes)
- 1 à 10 points : pour le comportement en piste (départ, fougue, placement et activité)
- 1 à 10 points : pour le travail du torero, en général expérimenté qui, face à ces vaches, a pour principale mission de mettre en valeur les qualités de cette jeune vache pour la course landaise[1].

## Les arènes

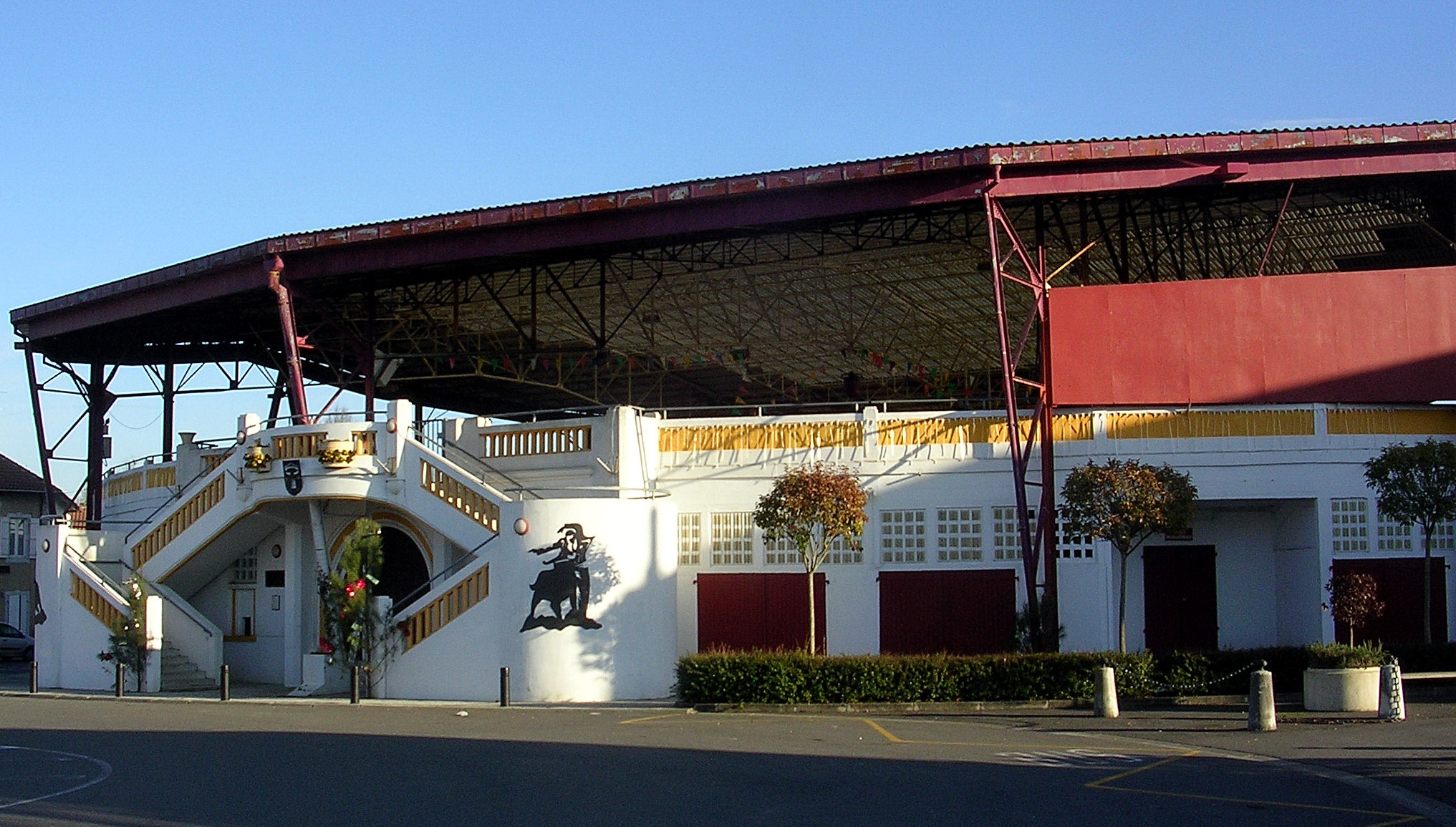
Arènes couvertes de Pomarez, commune surnommée « La Mecque de la course landaise »

Jusqu'à la fin du XIXe siècle, l'arène n'était que la place du village ou le champ de foire fermé par des charrettes mises en cercle pour la circonstance. Puis s'ébauche un modèle d'arènes de course landaise comprenant une piste rectangulaire (40 × 30 m) arrondie en une extrémité. Le sol en terre battue doit être suffisamment dur pour que la vache et l'écarteur ou le sauteur et le cordier puissent prendre leur appui.
En 2004, on recensait 164 arènes de courses landaises homologuées par la Fédération. Il en existe en réalité environ 180, mais certaines ne sont plus utilisables. Le Tursan, la Chalosse, l'Armagnac, la vallée de l'Adour, le nord du Béarn et la Bigorre concentrent 80 arènes parmi les plus actives.
Les arènes des courses landaises se distinguent par la nécessité scénographique liée à la logique du jeu. Selon le Conseil d’Architecture d’Urbanisme et de l’Environnement des Landes (CAUE des landes), il existe des arènes semi-permanentes, des tribunes arènes ou arènes hispano-landaises, des amphithéâtres de gradins orientés, des amphithéâtre couverts en bois, des arènes de village à l'espagnole et de arènes (plazas) espagnoles. Les arènes peuvent prendre plusieurs formes : oblongues, en fer à cheval, ou rectangulaires. Elles font désormais partie du patrimoine local. Un trophée récompense les meilleures arènes fleuries.
Le village de Pomarez en Chalosse possède des arènes couvertes. Il est considéré comme « La Mecque de la course landaise ». Il organise le festival art et courage opposant aux coursayres des taureaux de corrida mâles.

## Une musique, une chapelle, un musée
La musique accompagne et rythme tous les moments du spectacle. Jouée par une harmonie ou des bandas, le répertoire est essentiellement espagnol. Un hymne a cependant été écrit pour les écarteurs de course landaise au début du XXe siècle : Marche Cazérienne. Il accompagne les acteurs au paseo d'ouverture et de fin de la course.
La chapelle Notre-Dame-de-la-Course landaise, située à Bascons, est un sanctuaire et lieu de pèlerinage de la course landaise. Face à la chapelle se trouve le monument aux morts de la course landaise, et à côté d'elle, le musée de la course landaise, voué à la conservation et mise en valeur de documents et objets relatifs à ce jeu gascon.

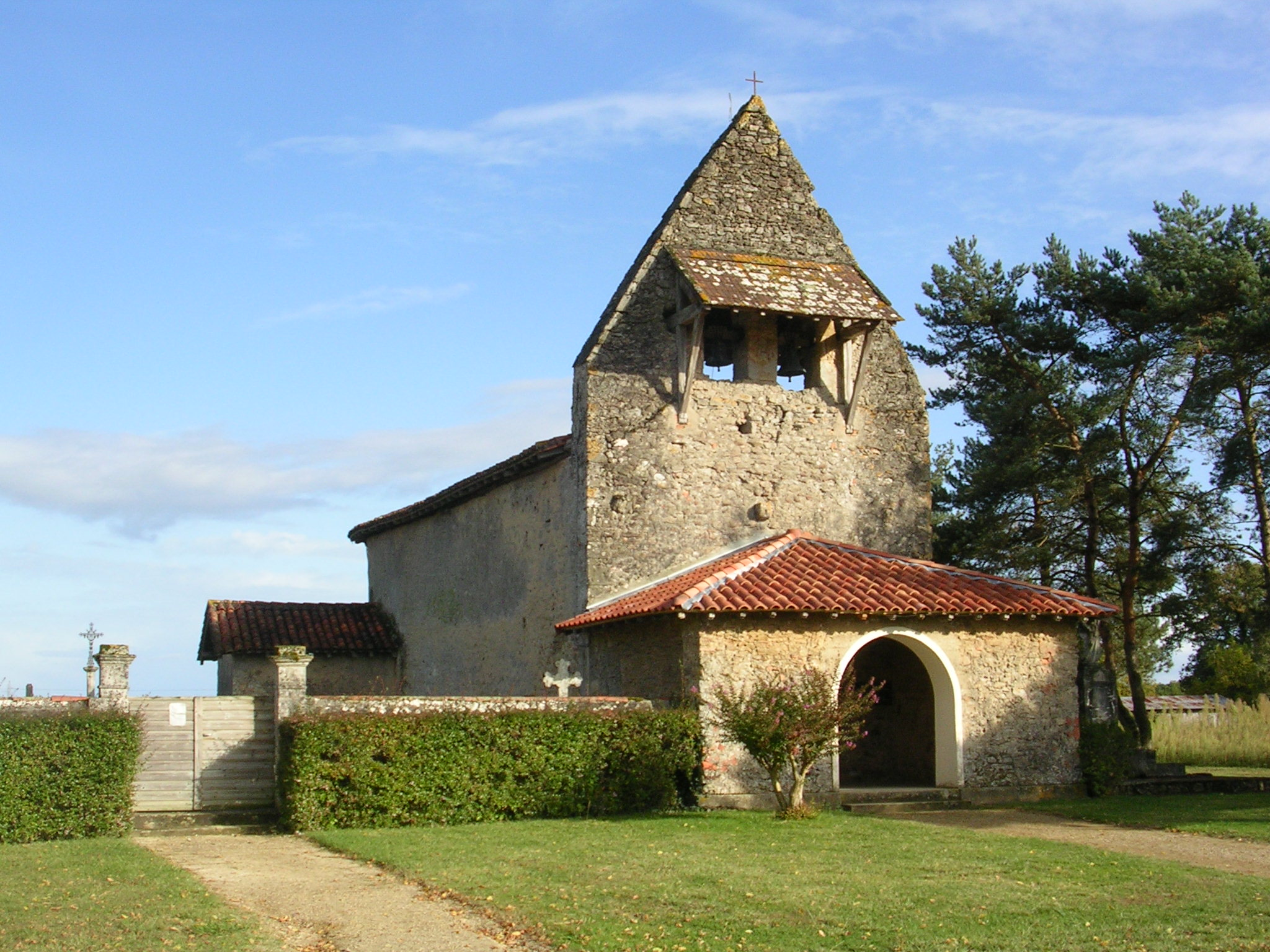
Notre-Dame-de-la-Course landaise
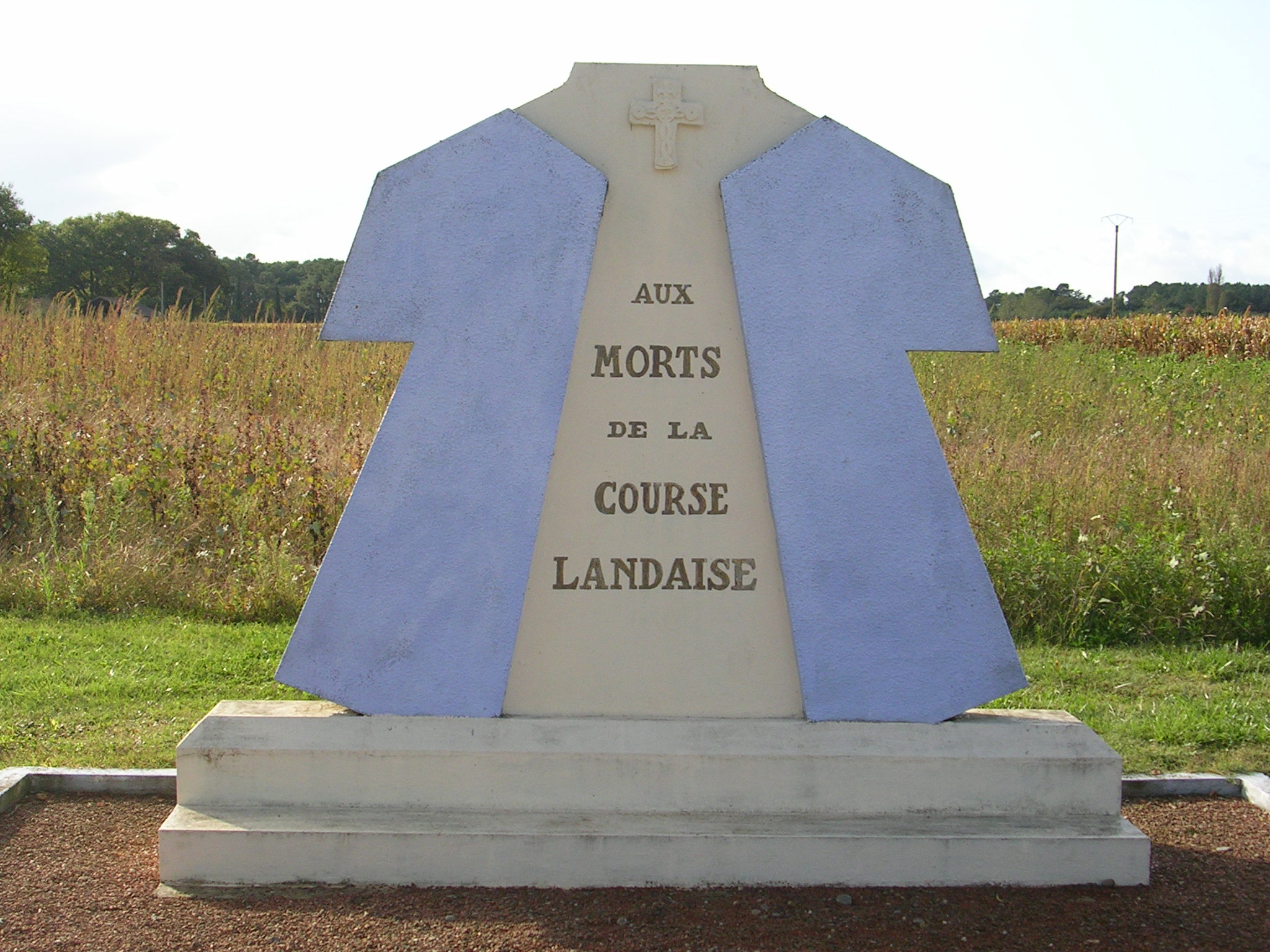
Monument aux morts de la course landaise à Bascons
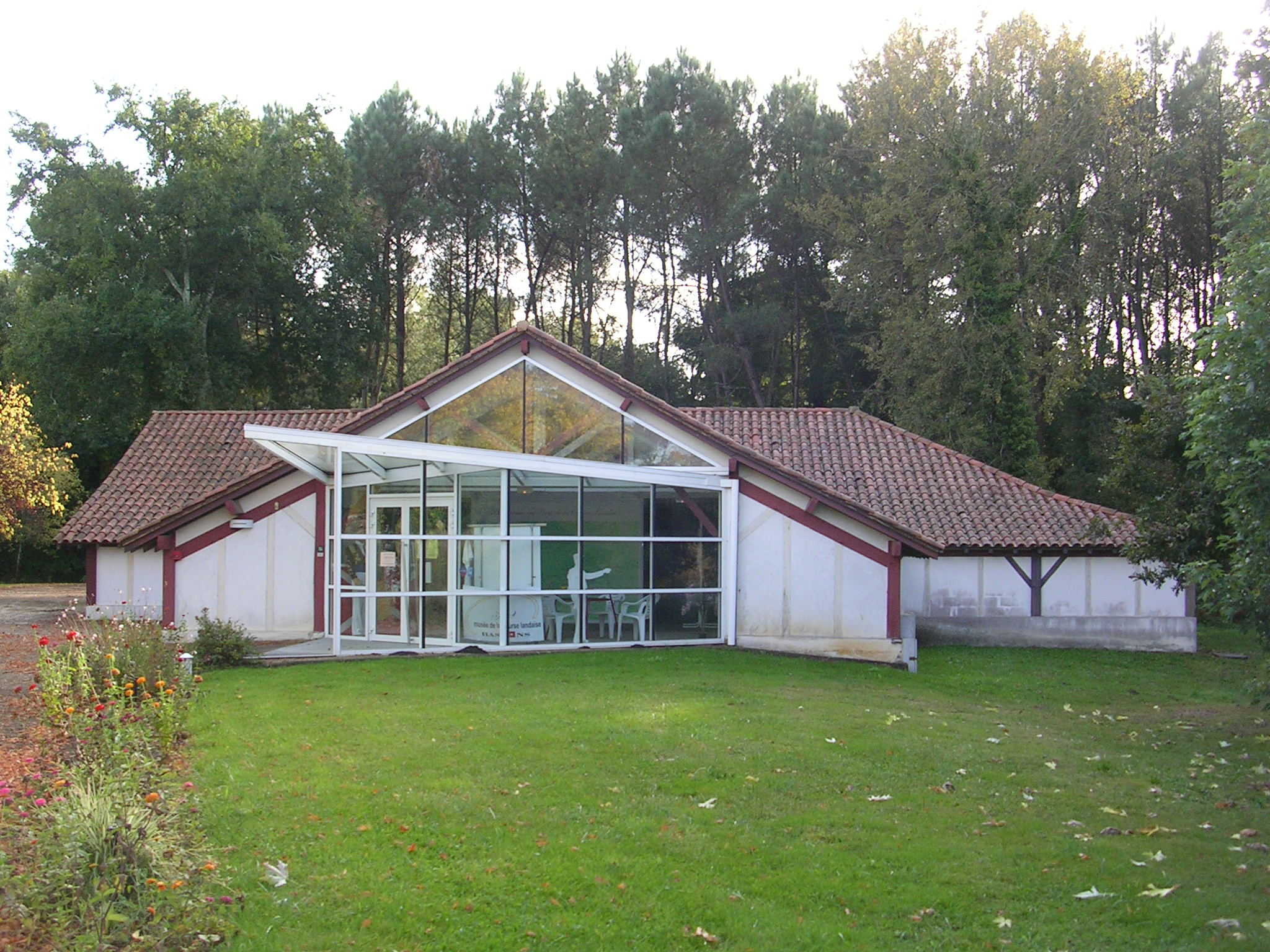
Musée de la course landaise

## Œuvres de fiction
La course landaise a été popularisée en dehors de ses terres d'origine par le roman d'Emmanuel Delbousquet, L'Écarteur (publié en 1904). Cette œuvre a été adaptée au petit écran, en 1982 par Pierre Neurrisse, avec comme interprètes Geneviève Fontanel et Jean-Claude Carrière. En 2024, le court métrage britannique Marion s'intéresse à l'une des rares femmes écarteurs, dont le rôle est joué par une véritable sportive, Caroline Larbère ; le film est remarqué à l'international, notamment lors de la Mostra de Venise 2024 et des British Academy Film Awards de 2025.
La bande dessinée évoque aussi ce sport. Dans l'album Bécassine au Pays basque, paru en 1925, Bécassine assiste à une course landaise donnée à Biarritz,. En 2022 paraît aux éditions Passiflore Ironda, reine des arènes, racontant les aventures d'une vache de course, par Patrice Larrosa, président de la Fédération, et le dessinateur David Dupouy.